# Лизунов, Борис Георгиевич
Борис Георгиевич Лизунов — советский деятель авиационной промышленности.

## Биография
Родился в 1912 году в Богородске. Член КПСС.
Окончил Московский авиационный техникум.
В 1933—1986 гг. — мастер, начальник цеха, заместитель начальника производства Казанского авиационного завода, заместитель директора Казанского авиационного производственного объединения Министерства авиационной промышленности СССР.
За разработку и внедрение нового метода производства самолётов с применением принципиально новых технологических процессов сборки конструкции стапелей и универсальных приспособлений был в составе коллектива удостоен Государственной премии СССР 1971 года закрытым Постановлением Совета Министров СССР и ЦК КПСС.
Умер в 1996 году в Казани.

## Награды
- Орден Ленина (дважды)
- Орден Октябрьской Революции
- Орден Трудового Красного Знамени
- Орден Красной Звезды
- Орден Знак Почёта